# Dean Norris
Dean Joseph Norris (n. 8 aprilie 1963, South Bend, Indiana, SUA) este un actor american. Acesta este cunoscut pentru rolul agentului DEA Hank Schrader⁠(d) în serialul AMC Breaking Bad (2008–2013) și în spin-off-ul Better Call Saul (2020). De asemenea, l-a interpretat pe consilierul municipal James „Big Jim” Rennie în serialul CBS Under the Dome (2013–2015) și pe șeful mafiei Clay „Uncle Daddy” Husser în serialul TNT Printre degete⁠(d) (2017-2022). De-a lungul carierei sale, a jucat în aproape 50 de filme și a apărut în peste 100 de seriale de televiziune.
Norris a avut roluri în filme precum Armă mortală 2 (1989), Pradă dificilă⁠(d) (1990), Total Recall (1990 ), Terminatorul 2: Ziua Judecății (1991), Firma (1993), Infanteria stelară (1997), Conexiune inversă⁠(d) (2000), Fiecare se crede normal⁠(d) (2006), Evan Atotputernicul (2007), Sons of Liberty⁠(d) (2015), Caietul lui Henry⁠(d) (2017), Death Wish - Răzbunarea⁠(d) (2018) și Povești de groază de spus pe întuneric⁠(d) (2019).

## Biografie
Dean Joseph Norris s-a născut în South Bend, Indiana într-o familie de origine maghiară; bunicul său locuia în Tiszadob. A absolvit Liceul Clay⁠(d) în 1981. În timpul liceului, a fost membru al emisiunii studențești Beyond Our Control⁠(d) difuzate pe canalul WNDU-TV⁠(d). Și-a încheiat studiile la Harvard College⁠(d) în 1985 și a fost membru al societății de teatru Hasty Pudding Theatricals⁠(d). Doi am mai târziu, a obținut o diplomă la Royal Academy of Dramatic Art.

## Cariera
Norris a jucat în serialul Tremors - creaturi ucigașe⁠(d) și în filmul Competiția vieții⁠(d). A apărut în numeroase seriale, inclusiv în NYPD Blue - Viață de polițist⁠(d), Dosarele X, Viața la Casa Albă și LOST: Naufragiații. De asemenea, a avut roluri în lungmetraje precum Gattaca și Terminatorul 2: Ziua Judecății. A fost agentul DEA Hank Schrader în serialul Breaking Bad din 2008 până în 2013, interpretarea sa fiind apreciată de criticii de film.
Acesta a apărut și în rolul consilierului local James „Big Jim” Rennie în Under the Dome. În perioada 2017-2022, Norris l-a interpretat pe șeful mafiei Clay „Uncle Daddy” Husser în serialul TNT Printre degete.
În 2020, Norris a reluat rolul agentului Hank Schrader în spin-off-ul Better Call Saul în timpul celui de-al cincilea sezon⁠(d) al serialului.
Norris face parte din distribuția principală a sitcomului CBS United States of Al⁠(d).

## Viața personală
Norris și soția sa, Bridget, un fost avocat de divertisment, locuiesc cu cei cinci copii ai lor în Temecula, California⁠(d). În 2018, cuplul a deschis Norris Performing Arts Center în Murrieta⁠(d).
Norris este un fan al echipei Notre Dame Fighting Irish⁠(d) din orașul său natal.
În 2019, a contribuit la lansarea în mod oficial a berii artizanale Schraderbräu, băutura personajului Hank Schrader din Breaking Bad.
În 2022, Dean și Bridget Norris au cumpărat restaurantul The Swing Inn Cafe din Old Town, Temecula⁠(d) cu 6 milioane de dolari.

## Filmografie
| An                 | Titlu                              | Rol                          |
| ------------------ | ---------------------------------- | ---------------------------- |
| 1985               | Blind Alleys                       | Peter Brockway               |
| 1989               | Police Academy 6: City Under Siege | Cop                          |
| 1989               | Disorganized Crime                 | Deputy Joe                   |
| 1989               | Lethal Weapon 2                    | Detective Tim Cavanaugh      |
| 1990               | Montana                            | Foreman                      |
| 1990               | When You Remember Me               | Bill                         |
| 1990               | Hard to Kill                       | Sergeant Goodhart            |
| 1990               | Total Recall                       | Tony                         |
| 1990               | Gremlins 2: The New Batch          | SWAT Team Leader             |
| 1990               | Desperate Hours                    | Maddox                       |
| 1991               | Terminator 2: Judgment Day         | SWAT Team Leader             |
| 1992               | The Lawnmower Man                  | The Director                 |
| 1993               | The Firm                           | Squat Man                    |
| 1993               | Full Eclipse                       | Fleming                      |
| 1993               | Jailbait                           | Hershiser                    |
| 1994               | Playmaker                          | Detective Marconi            |
| 1994               | The Last Seduction                 | 'Shep'                       |
| 1995               | Safe                               | Mover                        |
| 1995               | Money Train                        | Guard                        |
| 1997               | Gattaca                            | Beat Cop                     |
| 1997               | Starship Troopers                  | Commanding Officer           |
| 1998               | The Negotiator                     | Scott                        |
| 1998               | Without Limits                     | Dellinger                    |
| 1999               | Sonic Impact                       | Agent McGee                  |
| 2000               | 3 Strikes                          | Officer Robert               |
| 2000               | The Cell                           | Cole                         |
| 2001               | The One                            | Sergeant Siegel              |
| 2005               | American Gun                       | Terrence                     |
| 2006               | Little Miss Sunshine               | State Trooper McCleary       |
| 2007               | Evan Almighty                      | Officer Collins              |
| 2007               | The Heartbreak Kid                 | Jodi's Father                |
| 2008               | Linewatch                          | Warren Kane                  |
| 2010               | How Do You Know                    | Tom                          |
| 2011               | Prom                               | Frank Prescott               |
| 2012               | Get the Gringo                     | Officer Bill                 |
| 2013               | The Frozen Ground                  | Sergeant Lyle Haugsven       |
| 2013               | The Counselor                      | The Buyer                    |
| 2014               | Small Time                         | Ash Martini                  |
| 2014               | Men, Women & Children              | Kent Mooney                  |
| 2015               | Remember                           | John Kurlander               |
| 2015               | Secret in Their Eyes               | 'Bumpy' Willis               |
| 2017               | Fist Fight                         | Principal Richard Tyler      |
| 2017               | The Book of Henry                  | Commissioner Glenn Sickleman |
| 2018               | Beirut                             | Donald Gaines                |
| 2018               | Death Wish                         | Detective Kevin Raines       |
| 2019               | The Hustle                         | Howard Bacon                 |
| 2019               | Scary Stories to Tell in the Dark  | Roy Nicholls                 |
| 2023               | Fool's Paradise                    | Studio Head                  |
| The Parenting †    | TBA                                |                              |
| Carry-On †         | TBA                                |                              |
| Six Triple Eight † | TBA                                |                              |

### Televiziune
| An        | Titlu                                   | Rol                                                 | Note                                               |
| --------- | --------------------------------------- | --------------------------------------------------- | -------------------------------------------------- |
| 1981      | Beyond Our Control                      | Company Member                                      | 13 episoade                                        |
| 1987      | The Equalizer                           | Martin                                              | Episodul: "Christmas Presence"                     |
| 1988      | Leap of Faith                           | Richard                                             | Film de televiziune                                |
| 1988      | Police Story: Gladiator School          | Ralph Thomas                                        | Film de televiziune                                |
| 1989      | Beauty and the Beast                    | Biggs                                               | Episodul: "A Kingdom by the Sea"                   |
| 1990      | Montana                                 | Foreman                                             | Film de televiziune                                |
| 1991      | Murderous Vision                        | Lieutenant Martin                                   | Film de televiziune                                |
| 1991      | Locked Up: A Mother's Rage              | Mike                                                | Film de televiziune                                |
| 1992      | Till Death Us Do Part                   | Matt Hobert                                         | Film de televiziune                                |
| 1992      | Secrets                                 | Henderson                                           | Film de televiziune                                |
| 1992      | Homefront                               | Second Coworker                                     | Episodul: "Take My Hand"                           |
| 1993      | Barbarians at the Gate                  | Scientist                                           | Film de televiziune                                |
| 1993–1994 | NYPD Blue                               | Father Jerry Downey                                 | 3 episoade                                         |
| 1994      | Married... with Children                | Rodent                                              | Episodul: "Dud Bowl"                               |
| 1994      | Lakota Woman: Siege at Wounded Knee     | Red Arrow                                           | Film de televiziune                                |
| 1995      | The X-Files                             | Marshal Tapia                                       | Episodul: "F. Emasculata"                          |
| 1995      | Fallen Angels                           | Allen                                               | Episodul: "Tomorrow I Die"                         |
| 1995      | The Marshal                             | Tyler Dumas                                         | Episodul: "Kissing Cousins"                        |
| 1995      | In the Line of Duty: Hunt for Justice   | Levasseur                                           | Film de televiziune                                |
| 1995      | Texas Justice                           | Luke Wheeler                                        | Film de televiziune                                |
| 1995–1996 | Murder One                              | Rusty Arnold                                        | 3 episoade                                         |
| 1996      | Dark Skies                              | Clayton Lewis                                       | Episodul: "We Shall Overcome"                      |
| 1996      | Innocent Victims                        | Frank Sarezin                                       | Film de televiziune                                |
| 1996      | It Came from Outer Space II             | Dave Grant                                          | Film de televiziune                                |
| 1996      | Seduced by Madness                      | Detective Pike                                      | Film de televiziune                                |
| 1996      | Forgotten Sins                          | Detective Carl Messenger                            | Film de televiziune                                |
| 1996      | Death Benefit                           | Rod Montgomery                                      | Film de televiziune                                |
| 1996      | After Jimmy                             | Ray Johnson                                         | Film de televiziune                                |
| 1997      | Riot                                    | Kalena                                              | Film de televiziune                                |
| 1997      | On the Line                             | Manny Denikolas                                     | Film de televiziune                                |
| 1997      | The Pretender                           | Tommy Larson                                        | Episodul: "Prison Story                            |
| 1997      | Nash Bridges                            | William Robard                                      | Episodul: "Deliverance"                            |
| 1998      | V.I.P.                                  | Jackson LaSarr                                      | Episodul: "Beats Working at a Hot Dog Stand"       |
| 1998      | ER                                      | Clark                                               | Episodul: "They Treat Horses, Don't They?"         |
| 1998      | Walker, Texas Ranger                    | Deke Powell                                         | Episodul: "War Cry"                                |
| 1999      | Millennium                              | Del Boxer                                           | Episodul: "Seven and One"                          |
| 1999      | Pensacola: Wings of Gold                | 'Spider' / Colonel Laweson                          | 3 episoade                                         |
| 1999      | The Practice                            | Detective                                           | Episodul: "Free Dental"                            |
| 1999      | Charmed                                 | Dr. Stone                                           | Episodul: "They're Everywhere"                     |
| 1999      | Nash Bridges                            | Frank Maddigan                                      | Episodul: "Smash and Grab"                         |
| 2000      | The Pretender                           | Sheriff Whalen                                      | Episodul: "Corn Man"                               |
| 2001      | Boston Public                           | Matthew Gordon                                      | Episodul: "Chapter Sixteen"                        |
| 2001      | Six Feet Under                          | Detective Shea                                      | Episodul: "Familia"                                |
| 2001      | The District                            | Charles N. Burke                                    | Episodul: "Bulldog's Ghost"                        |
| 2002      | Philly                                  | Detective Duff                                      | Episodul: "Mojo Rising"                            |
| 2002–2004 | American Dreams                         | Frank Moran                                         | 2 episoade                                         |
| 2003      | 24                                      | General Bowden                                      | 2 episoade                                         |
| 2003      | Tremors                                 | Agent W.D. Twitchell                                | Rol principal, 10 episoade                         |
| 2003      | Dragnet                                 | Leon Tate                                           | Episodul: "Slice of Life"                          |
| 2004–2011 | CSI: Crime Scene Investigation          | Bob Durham Jr. / Phil Baker                         | 4 episoade                                         |
| 2004      | NCIS                                    | Gunnery Sergeant Vesta                              | Episodul: "My Other Left Foot"                     |
| 2004      | Crossing Jordan                         | Liam Moore                                          | Episodul: "Dead in the Water"                      |
| 2004      | Medical Investigation                   | David Weiner                                        | Episodul: "Team"                                   |
| 2004      | Boston Legal                            | Byron Kaneb                                         | Episodul: "Catch and Release"                      |
| 2004      | LAX                                     | Danny                                               | Episodul: "Secret Santa"                           |
| 2005      | Without a Trace                         | Officer Tim Orley                                   | Episodul: "Penitence"                              |
| 2005      | Medium                                  | Detective Rickey                                    | 2 episoade                                         |
| 2005      | Over There                              | Mr. Parker                                          | Episodul: "Situation Normal"                       |
| 2005      | The West Wing                           | Republican National Committee Chairman Steve Hodder | 2 episoade                                         |
| 2005      | Mrs. Harris                             | Sporting Goods Clerk                                | Film de televiziune                                |
| 2005      | Las Vegas                               | Ray Brennan                                         | Episodul: "Everything Old Is You Again"            |
| 2006      | Cold Case                               | Wayne Nelson                                        | Episodul: "Death Penalty: Final Appeal"            |
| 2006      | Windfall                                | Damien's Father                                     | 4 episoade                                         |
| 2006      | Just Legal                              | Judge                                               | Episodul: "The Code"                               |
| 2006      | Nip/Tuck                                | Mark Noble                                          | Episodul: "Shari Noble"                            |
| 2006      | Justice                                 | Jack Clark                                          | Episodul: "Crucified"                              |
| 2007      | Grey's Anatomy                          | Vince                                               | 2 episoade                                         |
| 2007      | The Unit                                | Supervisor Marsh                                    | 2 episoade                                         |
| 2008–2013 | Breaking Bad                            | DEA Agent Hank Schrader                             | Rol principal, 51 de episoade                      |
| 2008      | Saving Grace                            | Ross Ford                                           | Episodul: "Have a Seat, Earl"                      |
| 2008      | Terminator: The Sarah Connor Chronicles | Nelson                                              | 2 episoade                                         |
| 2008      | Bones                                   | Don Timmons                                         | Episodul: "The Finger in the Nest"                 |
| 2009      | Lost                                    | Howard Grey                                         | Episodul: "Some Like It Hoth"                      |
| 2009      | True Blood                              | Leon                                                | Episodul: "Shake and Fingerpop"                    |
| 2009      | The Cleaner                             | Mr. Fisher                                          | Episodul: "Path of Least Resistance"               |
| 2010      | Criminal Minds                          | Detective John Barton                               | Episodul: "...A Thousand Words"                    |
| 2010      | The Glades                              | Michael Nelson                                      | Episodul: "Doppleganger"                           |
| 2010      | Lie to Me                               | Dawkins                                             | Episodul: "Darkness and Light"                     |
| 2010      | Dark Blue                               | Cahill                                              | Episodul: "Jane Wayne"                             |
| 2010      | Chase                                   | Sheriff Keagan                                      | Episodul: "The Posse"                              |
| 2010      | The Good Guys                           | Pike                                                | Episodul: "Cop Killer"                             |
| 2010      | The Whole Truth                         | Mike Taylor                                         | Episodul: "Cold Case"                              |
| 2010      | Medium                                  | Paul Scanlon                                        | 2 episoade                                         |
| 2010      | Tim and Eric Awesome Show, Great Job!   | Shell Tong                                          | Episodul: "Chrimbus Special" (scene eliminate)     |
| 2011      | Fairly Legal                            | Coach Gardner                                       | Episodul: "Benched"                                |
| 2011      | The Defenders                           | Donnie Barrett                                      | Episodul: "Nevada v. Donnie the Numbers Guy"       |
| 2011      | Off the Map                             | Morris Cooper                                       | Episodul: "It's a Leaf"                            |
| 2011      | The Stoned Ages                         | Narator                                             | Documentar                                         |
| 2011      | Law & Order: LA                         | Bob Kentner                                         | Episodul: "Westwood"                               |
| 2011      | CSI: NY                                 | Lieutenant Mitchell Adler                           | Episodul: "Officer Involved"                       |
| 2011      | Castle                                  | Captain Peterson                                    | Episodul: "Cops & Robbers"                         |
| 2011      | The Mentalist                           | Sergeant Don Henderson                              | Episodul: "Pink Tops"                              |
| 2012      | Body of Proof                           | Special Agent Brendan Johnson                       | 2 episoade                                         |
| 2012      | Eagleheart                              | Deke                                                | Episodul: "Blues"                                  |
| 2012      | Key & Peele                             | Mexican Drug Cartel Leader                          | Episodul: "When You Don't Know How to Count Money" |
| 2012      | The Cleveland Show                      | Fire Chief                                          | Voce; Episodul: "Flush of Genius"                  |
| 2013      | Whitney                                 | Wayne Miller                                        | Episodul: "Nesting"                                |
| 2013–2015 | Under the Dome                          | Jim 'Big Jim' Rennie                                | Rol principal, 39 de episoade                      |
| 2014      | American Dad!                           | Head of Security                                    | Voce; Episodul: "Big Stan on Campus"               |
| 2015      | Sons of Liberty                         | Benjamin Franklin                                   | 3 episoade                                         |
| 2015      | Unbreakable Kimmy Schmidt               | M. Le Loup                                          | Episodul: "Kimmy's In a Love Triangle!"            |
| 2015–2016 | Sofia the First                         | Mazzimo                                             | Voce; 2 episoade                                   |
| 2016      | Mack & Moxy                             | Admirable Dean                                      | Episodul: "You're My Hero"                         |
| 2016–2018 | The Big Bang Theory                     | Colonel Richard Williams                            | 6 episoade                                         |
| 2017      | Girlboss                                | Jay Marlowe                                         | 5 episoade                                         |
| 2017      | Get Shorty                              | Bob Grace                                           | Episodul: "Grace Under Fire"                       |
| 2017–2022 | Claws                                   | Uncle Daddy                                         | Rol principal, 30 de episoade                      |
| 2017–2018 | Scandal                                 | Fenton Glackland                                    | 5 episoade                                         |
| 2019      | The Act                                 | Russ                                                | Episodul: "Two Wolverines"                         |
| 2020      | Better Call Saul                        | DEA Agent Hank Schrader                             | Episoadele: "The Guy for This", "Namaste"          |
| 2020      | Superstore                              | Howard Fox                                          | Episodul: "Myrtle"                                 |
| 2021–2022 | United States of Al                     | Art Dugan                                           | Rol principal                                      |
| 2021      | Nova Vita                               | Devon Washington                                    | 10 episoade                                        |